# 三桃乡
三桃乡，是中华人民共和国云南省昭通市威信县下辖的一个乡镇级行政单位。

## 行政区划
三桃乡下辖以下地区：
三桃村、鱼洞村、斑竹村、新街村、环房村、菜坝村和新芬村。